# بينس كيس
بينس كيس (بالمجرية: Kiss Bence)‏ هو لاعب كرة قدم مجري في مركز الوسط، ولد في 1 يوليو 1999 في Celldömölk ‏ في المجر. لعب مع زومباثلي هالاداس ‏.

## وصلات خارجية
- بينس كيس على موقع اتحاد المجر (الهنغارية)
- بينس كيس على موقع قاعدة بيانات كرة القدم.إي يو (الإنجليزية)
- بينس كيس على موقع Soccerway.com (الإنجليزية)